# Straßenkontrolle
Straßenkontrollen bzw. Streckenkontrollen sind regelmäßig und systematisch durchgeführte Begehungen und Befahrungen, bei denen der Zustand von Straßenverkehrsflächen und deren Ausstattung visuell kontrolliert wird. Meist erfolgt in diesem Zuge auch die Ausführung kleinerer Wartungsarbeiten. Auf diese Weise können Schäden oder Gefahren im Straßenraum schnell erkannt und beseitigt werden. 
Die Kontrollen werden vom verkehrssicherungspflichtigen Straßenbaulastträger veranlasst und lassen sich der betrieblichen Straßenerhaltung zuordnen. Die Häufigkeit der Kontrollen wird in erster Linie von der Verkehrsbedeutung der Straße bestimmt. Zusätzliche Kontrollen erfolgen nach besonderen Wetterereignissen oder Veranstaltungen.

## Aufgaben
Zu den Aufgaben der Straßenkontrolle gehören in erster Linie folgende Punkte:
- Erkennen von Gefahrstellen
- Feststellen von Schäden an Verkehrsflächen oder Bauwerken
- Überprüfen der Entwässerungseinrichtungen
- Kontrollieren der Straßenausstattung (insbesondere Verkehrszeichen) und des Straßenbegleitgrüns
- Prüfen des Lichtraumprofiles und der notwendigen Sichtfelder